# Sindromul Hajdu–Cheney
Sindromul Hajdu-Cheney (SCH), numit și acroosteoliză cu osteoporoză și modificări ale craniului și mandibulei, artrodentoosteodizplasia sau sindromului Cheney,  este o afecțiune congenitală dominantă autozomală extrem de rară   a țesutului conjunctiv caracterizat prin resorbție osoasă severă și excesivă ceea ce duce la osteoporoză și o gamă largă de alte posibile simptome. Mutațiile genei NOTCH2, identificate în 2011, provoacă SHC. SCH este atât de rar, încât doar aproximativ 70 de cazuri au fost raportate la nivel mondial de la descoperirea sindromului în 1948.

## Semne și simptome
Sindromul Hajdu–Cheney provoacă numeroase probleme țesuturilor conjunctive ale individului. Unele caracteristici generale ale unui individ cu sindrom Hajdu-Cheney includ flexibilitatea și deformările osoase, statura scurtă, dobândirea întârziată a vorbirii și a abilităților motorii, craniu dolicocefalic, os wormian (oase ce apar intermediar suturilor oaselor craniene), maxilă mică, sinusuri frontale hipoplastice, impresie bazilară, laxitate articulară, vârfurile degetelor bulboase și osteoporoză severă. Fetușii cu sindromul Hajdu-Cheney nu sunt văzuți, adesea, la ecografia obstetrică, să își deschisă mâinile. De asemenea, pot avea urechile mai jos poziționate decât în mod normal, iar ochii pot fi mai îndepărtați decât la un copil obișnuit, numit hipertelorism . Capetele copiilor pot avea unele deformări în forma și dimensiunea lor ( plagiocefalia ). Pierderea precoce a dinților și deformările osoase, cum ar fi serpentin tibiae și fibulae, sunt de asemenea frecvente la cei afectați. 

## Genetică

Sindromul Hajdu – Cheney are un model autozomal de moștenire.

Sindromul Hajdu – Cheney este o tulburare monogenă. Tulburarea este moștenită și controlată de o singură pereche de gene. O singură copie a genei mutante pe un autozom provoacă SCH. SCH este o tulburare dominantă autozomală, este nevoie de un singur părinte cu gena defectă pentru a trece tulburarea la urmași. 
S-a dovedit că mutațiile din ultimul exon de codificare al NOTCH2 care îndepărtează domeniul PEST și care scapă de degradarea ARNm mediată de nonsens au fost principala cauză a sindromului Hajdu-Cheney.    Gena NOTCH2 joacă un rol foarte important în scheletogeneză. Mutațiile NOTCH2 care par să provoace HCS apar în ultimul exon de codare a genei (exonul 34). Aceste mutații elimină domeniile PEST, care mediază distrugerea proteosomală a proteinei. Aceste domenii PEST sunt eliminate datorită codonului de oprire prematură în secvența de aminoacizi. Se observă că toate alelele HCS au distrugeri premature ale proteinei înainte de traducerea completă a secvenței PEST. Rezultatul este o genă NOTCH2 matură cu o secvență PEST parțial completată. În unele cazuri, nu se vede deloc o secvență PEST. Aceasta duce la nici o distrugere proteosomală a proteinei. 
Gena NOTCH2 este exprimată ubicuit în toate țesuturile embrionare. Când cercetăm HCS la șoareci, ștergerea homozigotă a NOTCH2 duce la moarte. Această observație este importantă deoarece explică modul în care fenotipul HCS nu este izolat de un singur sistem al corpului. NOTCH2 este, de asemenea, arătat că reglementează osteoclastogeneza RANK-L, care este producerea de osteoclaste funcționale. Osteoclastele sunt componenta care descompune oasele. Acesta este motivul pentru care se observă pierderi osoase la pacienții cu HCS, din cauza supraactivării RANK-L. 

## Patogeneză
Mecanismul gândit să provoace HCS este o anomalie în osteoblast și funcția osteoidă. Acestea sunt componente majore ale dezvoltării osoase, iar funcția scăzută a fiecăruia duce la oasele slabe care caracterizează HCS. 

## Diagnostic
Una dintre principalele metode de identificare a unei mutații NOTCH2 care duce la HCS este prin secvențializarea întregului genom. Aceasta este apoi urmată de captarea exomei prin hibridizarea în soluție. Partea exome a genomului constă în exoni. Secvențializarea paralelă urmează hibridizarea, ceea ce duce la aproximativ 3,5 Gb de date de secvență. Aceste date de secvență sunt apoi analizate. Prin analiza secvenței și prezentarea simptomelor la pacienții cu HCS, aceasta se dovedește a fi cea mai definitivă metodă de diagnostic. 

### Tipuri
Testele de laborator dezvăluie mutații multiple ale HCS. Două variante genetice au ca rezultat simptomele sporadice ale HCS, care sunt HCS-02 și HCS-03. Aceste mutații produc simptome care vin și merg, dar au fost prezente de novo . HCS-03 a fost identificată ca varianta care este trecută de membrii familiei afectate și prezintă simptome de-a lungul vieții individului. Toate variantele de HCS duc la aceeași terminare prematură a secvențelor PEST, care compromit funcția normală a NOTCH2 . NOTCH are patru receptori diferiți, care au o afinitate pentru liganzi similari. Acestea sunt clasificate ca receptori transmembranari cu un singur pas. 

## Tratament
Începând cu anul 2002, unor pacienți cu această afecțiune li s-a oferit terapie medicamentoasă cu bifosfonați (o clasă de medicamente pentru osteoporoză) pentru a trata problemele cu resorbția osoasă asociate cu descompunerea osoasă și malformații scheletice care caracterizează această tulburare. Numele mărcilor includ Actonel (risedronat / alendronat), realizat de Merck Pharmaceuticals. Alte medicamente includ Pamidronat, produs de Novartis și Strontium Ranelate, produs de Eli Lilly. Cu toate acestea, pentru cazuri mai progresive, chirurgia și grefarea osoasă sunt necesare. 

## Toponimie
Este numit după Nicholas Hajdu (1908–1987), radiolog maghiar-englez care lucra în Marea Britanie și William D. Cheney, MD (1899–1985), radiolog american. 

## Biografie
- Ades L. C.; Morris L. L.; Haan E. A. (1993). „Hydrocephalus in Hajdu–Cheney syndrome”. Journal of Medical Genetics. 30 (2): 175. doi:10.1136/jmg.30.2.175. PMC 1016286 . PMID 8445627.
- Bamshad M. J.; Ng S. B.; Bigham A. W.; Tabor H. K.; Emond M. J.; Nickerson D. A.; Shendure J. (2011). „Exome sequencing as a tool for Mendelian disease gene discovery”. Nature Reviews Genetics. 12 (11): 745–755. doi:10.1038/nrg3031. PMID 21946919.
- Brennan A. M., Pauli R. M. (2001). „Hajdu‐Cheney syndrome: Evolution of phenotype and clinical problems”. American Journal of Medical Genetics. 100 (4): 292–310. doi:10.1002/1096-8628(20010515)100:4<292::AID-AJMG1308>3.0.CO;2-4. PMID 11343321.
- Cremin Bryan; Spranger Jürgen; Beighton M. D. Peter (1982). „Wormian bones in osteogenesis imperfecta and other disorders”. Skeletal Radiology. 8 (1): 35–38. doi:10.1007/BF00361366.
- Iwaya T.; Taniguchi K.; Watanabe J.; Iinuma K.; Hamazaki Y.; Yoshikawa S. (1979). „Hajdu–Cheney syndrome”. Archives of Orthopaedic and Traumatic Surgery. 95 (4): 293–302. doi:10.1007/bf00389701.

## Legături  externe
- Intrare OMIM pentru sindromul Hajdu – Cheney
- Acroosteoliza de tip dominant la Orphanet